# Dipinti di Cima da Conegliano
Elenco delle principali opere di Cima da Conegliano:
| N. | Soggetto/Titolo | Foto | Data      | Tecnica                            | Museo                                | Città                     | Paese       |
| -- | --- | ---- | --------- | ---------------------------------- | ------------------------------------ | ------------------------- | ----------- |
|    | Madonna col Bambino |      | 1496-1499 | olio su tavola                     | National Gallery                     | Londra                    | Regno Unito |
|    | Madonna col Bambino |      | 1496-1499 | olio su tavola                     | Los Angeles County Museum of Art     | Los Angeles               | USA         |
|    | Madonna col Bambino |      | 1496-1499 | olio su tavola                     | Ermitage                             | San Pietroburgo           | Russia      |
|    | Madonna col Bambino |      | 1496-1499 | olio su tavola                     | Museo d'arte della Carolina del Nord | Raleigh                   | USA         |
|    | Madonna col Bambino |      | 1504-1507 | olio su tavola                     | Museo del Louvre                     | Parigi                    | Francia     |
|    | Madonna col Bambino |      | 1497      | olio su tavola                     | Petit Palais                         | Parigi                    | Francia     |
|    | Madonna col Bambino |      | 1504      | tempera su tavola                  | Galleria degli Uffizi                | Firenze                   | Italia      |
|    | Madonna col Bambino |      | 1500      | olio su tavola                     | National Museum of Wales             | Cardiff                   | Regno Unito |
|    | Madonna col Bambino |      | 1499-1502 | olio su tavola                     | National Gallery                     | Londra                    | Regno Unito |
|    | Madonna col Bambino |      | 1505      | olio su tavola                     | National Gallery                     | Londra                    | Regno Unito |
|    | Madonna col Bambino |      | 1504      | olio su tavola                     | Museo nazionale atestino             | Este                      | Italia      |
|    | Madonna col Bambino |      | 1504      | olio su tavola                     | De Young Memorial Museum             | San Francisco             | USA         |
|    | Madonna col Bambino |      | 1495      | olio su tavola                     | Pinacoteca nazionale di Bologna      | Bologna                   | Italia      |
|    | Madonna col Bambino |      | -         | olio su tavola                     | Holburne Museum of Art               | Bath                      | Regno Unito |
|    | Madonna col Bambino |      | 1504      | olio su tavola                     | collezione privata                   |                           | Italia      |
|    | Madonna col Bambino |      | 1499-1502 | olio su tavola                     | Detroit Institute of Arts            | Detroit                   | USA         |
|    | Madonna col Bambino |      | 1496      | olio su tavola                     | Museo Civico di Palazzo Elti         | Gemona del Friuli         | Italia      |
|    | Madonna col Bambino |      | -         | olio su tavola                     | Philadelphia Museum of Art           | Filadelfia                | USA         |
|    | Madonna col Bambino |      | -         | olio su tavola                     | Rijksmuseum                          | Amsterdam                 | Paesi Bassi |
|    | Madonna col Bambino |      | 1500-1505 | olio su tavola                     | Institute of Art                     | Minneapolis               | USA         |
|    | Madonna col Bambino in trono tra i santi Dionisio e Vittore                                                              |      | 1489      | olio su tavola                     | Museo civico                         | Feltre                    | Italia      |
|    | Madonna col Bambino in trono tra i santi Giacomo apostolo e Girolamo                                                     |      | 1498      | olio su tavola                     | Museo civico                         | Vicenza                   | Italia      |
|    | Madonna col Bambino tra i santi Caterina e Nicola                                                                        |      | 1510-1517 | olio su tavola                     | Yale University Art Gallery          | New Haven                 | USA         |
|    | Madonna col Bambino tra i santi Giovanni Evangelista e Nicola di Bari                                                    |      | 1513-1518 | olio su tela                       | National Gallery                     | Londra                    | Regno Unito |
|    | Madonna col Bambino tra i santi Girolamo e Giovanni Battista                                                             |      | 1492-1495 | olio su tavola                     | National Gallery of Art              | Washington                | USA         |
|    | Madonna col Bambino tra i santi Girolamo e Maria Maddalena                                                               |      | 1495      | olio su tavola                     | Alte Pinakothek                      | Monaco di Baviera         | Germania    |
|    | Madonna col Bambino tra i santi Paolo e Francesco                                                                        |      | 1508-1530 | olio su legno di pioppo            | National Gallery                     | Londra                    | Regno Unito |
|    | Madonna col Bambino e santi                                                                                              |      | 1515      | olio su tavola                     | Cleveland Museum of Art              | Cleveland                 | USA         |
|    | Madonna col Bambino tra i santi Francesco e Chiara                                                                       |      | 1492-1495 | olio su tavola                     | Metropolitan Museum of Art           | New York                  | USA         |
|    | Madonna col Bambino tra i santi Michele Arcangelo e Andrea                                                               |      | 1505      | olio su tavola                     | Galleria nazionale                   | Parma                     | Italia      |
|    | Madonna col Bambino tra i santi Giovanni Battista e Caterina                                                             |      | 1515      | olio su tela                       | Morgan Library & Museum              | New York                  | USA         |
|    | Madonna col Bambino in trono tra due vergini martiri                                                                     |      | 1495      | olio su tavola                     | Memphis Brooks Museum of Art         | Memphis                   | USA         |
|    | Madonna col Bambino tra i santi Giovanni Battista e Francesco                                                            |      |           | olio su tavola                     | Musée du Petit Palais                | Avignone                  | Francia     |
|    | Madonna col Bambino tra i santi                                                                                          |      |           | olio su tela                       | Nivaagaards Malerisamling            | Nivå                      | Danimarca   |
|    | Madonna col Bambino tra i santi Sebastiano, Francesco, Giovanni Battista, Girolamo                                       |      |           | olio su tela                       | Fogg Art Museum                      | Cambridge (Massachusetts) | USA         |
|    | Madonna col Bambino tra i santi Giovanni Battista e Paolo                                                                |      |           | olio su tavola                     | Gallerie dell'Accademia              | Venezia                   | Italia      |
|    | Madonna col Bambino tra i santi Antonio Abate, Sebastiano, Lucia, Nicolò, Giorgio, Caterina e figure di angeli musicanti |      | 1499      | olio su tavola                     | Gallerie dell'Accademia              | Venezia                   | Italia      |
|    | Polittico di san Giovanni Battista                                                                                       |      | 1504-1509 | olio su tavola                     | chiesa di San Giovanni Battista      | San Fior                  | Italia      |
|    | Polittico della chiesa parrocchiale di Olera                                                                             |      | -         | olio su tavola                     | Chiesa parrocchiale di Olera         | Alzano Lombardo           | Italia      |
|    | Polittico della Basilica di Santa Maria Maggiore                                                                         |      | 1499      | olio su tavola                     | Basilica di Santa Maria Maggiore     | Miglionico                | Italia      |
|    | Polittico della chiesa di Sant'Anna                                                                                      |      | 1513      | olio su tavola                     | Museo di Palazzo Ducale              | Mantova                   | Italia      |
|    | Trittico della Madonna col Bambino tra i santi Giorgio e Giacomo                                                         |      | 1510-1511 | olio su tavola                     | Musée des Beaux-Arts                 | Caen                      | Francia     |
|    | Trittico di Navolè |      |           | olio su tavola                     | Museo diocesano Albino Luciani       | Vittorio Veneto           | Italia      |
|    | San Girolamo nel deserto                                                                                                 |      | 1500-1510 | olio su tavola                     | National Gallery                     | Londra                    | Regno Unito |
|    | San Giovanni Battista tra i santi Pietro, Marco, Girolamo e Paolo                                                        |      | 1495      | olio su tavola                     | Chiesa della Madonna dell'Orto       | Venezia                   | Italia      |
|    | San Girolamo nel deserto                                                                                                 |      | 1500-1510 | olio su tavola                     | Harewood House                       | Leeds                     | Regno Unito |
|    | San Girolamo nel deserto                                                                                                 |      | 1500-1505 | olio su tavola                     | National Gallery of Art              | Washington                | USA         |
|    | San Girolamo nel deserto                                                                                                 |      | 1495      | olio su tavola                     | Pinacoteca di Brera                  | Milano                    | Italia      |
|    | San Girolamo nel deserto                                                                                                 |      |           | tempera su tavola                  | Collezione Contini Bonacossi         | Firenze                   | Italia      |
|    | San Girolamo nel deserto                                                                                                 |      | 1500      | olio su tavola                     | Ermitage                             | San Pietroburgo           | Russia      |
|    | San Girolamo nel deserto                                                                                                 |      | 1500      | olio su tavola                     | Museo di belle arti                  | Budapest                  | Ungheria    |
|    | San Sebastiano |      |           | olio su tavola                     | Musée des Beaux-Arts                 | Strasburgo                | Francia     |
|    | San Rocco |      |           | olio su tavola                     | Musée des Beaux-Arts                 | Strasburgo                | Francia     |
|    | Giudizio di Mida tra Apollo e Marsia                                                                                     |      |           | olio su tavola                     | Statens Museum for Kunst             | Copenaghen                | Danimarca   |
|    | Madonna col Bambino in trono tra i santi Giovanni Battista e Maria Maddalena                                             |      | 1513      | olio su tavola                     | Museo del Louvre                     | Parigi                    | Francia     |
|    | Guarigione miracolosa del calzolaio Aniano                                                                               |      | 1498      | olio su tavola                     | Gemäldegalerie                       | Berlino                   | Germania    |
|    | Incoronazione della Vergine                                                                                              |      | 1490      | olio su tavola                     | Basilica dei Santi Giovanni e Paolo  | Venezia                   | Italia      |
|    | Compianto sul Cristo morto                                                                                               |      | 1505      | olio su tavola                     | Galleria Estense                     | Modena                    | Italia      |
|    | San Sebastiano |      |           | olio su tavola                     | Collezione Berenson, Villa I Tatti   | Firenze                   | Italia      |
|    | Daniele nella fossa dei leoni                                                                                            |      |           | olio su tavola                     | Pinacoteca Ambrosiana                | Milano                    | Italia      |
|    | Cristo in pietà sostenuto dalla Madonna, Nicodemo e san Giovanni Evangelista con le Marie                                |      |           | olio su tavola                     | Gallerie dell'Accademia              | Venezia                   | Italia      |
|    | Nozze di Bacco e Arianna                                                                                                 |      | 1504      | olio su tavola                     | Museo Poldi Pezzoli                  | Milano                    | Italia      |
|    | Volto di Santa |      |           | olio su tavola                     | Museo Poldi Pezzoli                  | Milano                    | Italia      |
|    | Teseo uccide il Minotauro                                                                                                |      |           | olio su tavola                     | Museo Poldi Pezzoli                  | Milano                    | Italia      |
|    | Leone di san Marco tra i santi Giovanni Battista, Giovanni Evangelista, Maria Maddalena e Girolamo                       |      |           | olio su tavola                     | Gallerie dell'Accademia              | Venezia                   | Italia      |
|    | Cristo tra i dottori |      |           | olio su tavola                     | Museo Nazionale                      | Varsavia                  | Polonia     |
|    | Imago Pietatis |      | 1510      | olio su tavola                     | Museo di Wilanów                     | Varsavia                  | Polonia     |
|    | Riposo durante la fuga in Egitto con i santi Giovanni Battista e Lucia                                                   |      | 1496-1498 | olio su tavola                     | Museo Calouste Gulbenkian            | Lisbona                   | Portogallo  |
|    | San Lanfranco di Pavia tra i santi Giovanni Battista e Liberio                                                           |      | 1515-1516 | olio su tavola                     | Fitzwilliam Museum                   | Cambridge                 | Regno Unito |
|    | Santa Caterina d'Alessandria                                                                                             |      | 1502      | olio su tavola                     | Wallace Collection                   | Londra                    | Regno Unito |
|    | Dio Padre |      |           | olio su tavola                     | Courtauld Gallery                    | Londra                    | Regno Unito |
|    | San Sebastiano |      |           | olio su tavola                     | National Gallery                     | Londra                    | Regno Unito |
|    | San Marco |      |           | olio su tavola                     | National Gallery                     | Londra                    | Regno Unito |
|    | Gionata e David con la testa di Golia                                                                                    |      |           | olio su tavola                     | National Gallery                     | Londra                    | Regno Unito |
|    | Cristo in trono |      | 1505      | olio su tavola                     | Museo Puškin delle belle arti        | Mosca                     | Russia      |
|    | Sant'Elena |      | 1498      | olio su tavola                     | National Gallery of Art              | Washington                | USA         |
|    | Santi Rocco, Antonio Abate e Lucia                                                                                       |      | 1513      | olio su tavola                     | Metropolitan Museum of Art           | New York                  | USA         |
|    | Sileno e satiri |      |           | olio su tavola                     | Philadelphia Museum of Art           | Filadelfia                | USA         |
|    | San Cristoforo col Bambino e san Pietro                                                                                  |      | 1504      | olio su tavola                     | collezione privata                   |                           |             |
|    | San Francesco riceve le stimmate                                                                                         |      |           | olio su tavola                     | York Art Gallery                     | York                      | Regno Unito |
|    | Presentazione della Vergine al Tempio                                                                                    |      | 1496-1497 | olio su tavola                     | Gemäldegalerie Alte Meister          | Dresda                    | Germania    |
|    | Annunciazione |      |           | olio su tavola                     | Detroit Institute of Arts            | Detroit                   | USA         |
|    | Deposizione di Cristo |      |           | olio su tela                       | Museo Puškin delle belle arti        | Mosca                     | Russia      |
|    | Endimione dormiente |      |           | olio su tavola                     | Galleria nazionale di Parma          | Parma                     | Italia      |
|    | Arcangelo Raffaele con Tobiolo tra i santi Nicolò e Giacomo Maggiore                                                     |      |           | olio su tavola                     | Gallerie dell'Accademia              | Venezia                   | Italia      |
|    | Testa di Cristo coronato di spine                                                                                        |      | 1510      | olio su tavola                     | National Gallery                     | Londra                    | Regno Unito |
|    | San Pietro in trono tra i santi Giovanni Battista e Paolo                                                                |      | 1516      | olio su tavola, trasferito su tela | Pinacoteca di Brera                  | Milano                    | Italia      |
|    | Annunciazione |      | 1495      | tempera e olio su tela             | Ermitage                             | San Pietroburgo           | Russia      |
|    | Cristo passo |      |           | olio su tavola                     | Ca' Rezzonico                        | Venezia                   | Italia      |
|    | Madonna col Bambino tra i santi Andrea e Pietro                                                                          |      | 1510      |                                    | National Gallery of Scotland         | Edimburgo                 | Regno Unito |
|    | Baccante |      | 1505-1510 | olio su tavola                     | Philadelphia Museum of Art           | Filadelfia                | USA         |
|    | Santo a cavallo |      |           |                                    | Getty Museum                         | Los Angeles, California   | USA         |
|    | Cristo in croce con la Vergine e San Giovanni Evangelista                                                                |      |           |                                    | Barber Institute of Fine Arts        | Birmingham                | Regno Unito |